# Vera Filatova
Vera Filatova (Oekraïens: Віра Філатова) (6 november 1982) is een Oekraïens actrice die vooral werkzaam is in het Verenigd Koninkrijk. Ze studeerde aan de London Academy of Music and Dramatic Art waar ze haar bachelor diploma behaalde. Ze spreekt vloeiend Engels, Russisch, Oekraïens, Spaans en Italiaans.